# ドゥブロヴニク＝ネレトヴァ郡

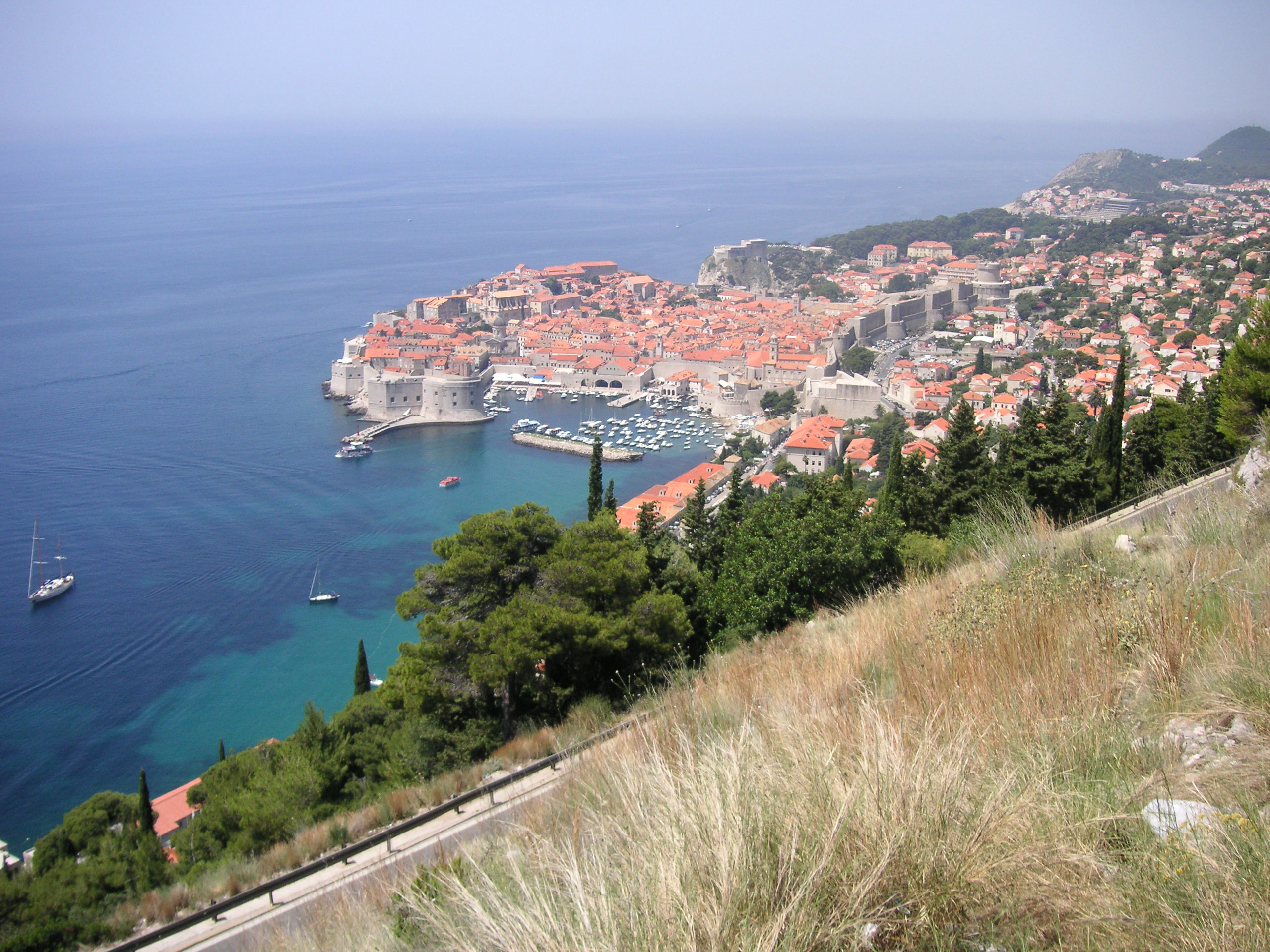
郡都のドゥブロヴニク。アドリア海の真珠と称されるクロアチア最大の観光地の一つで、世界遺産にも登録されている。

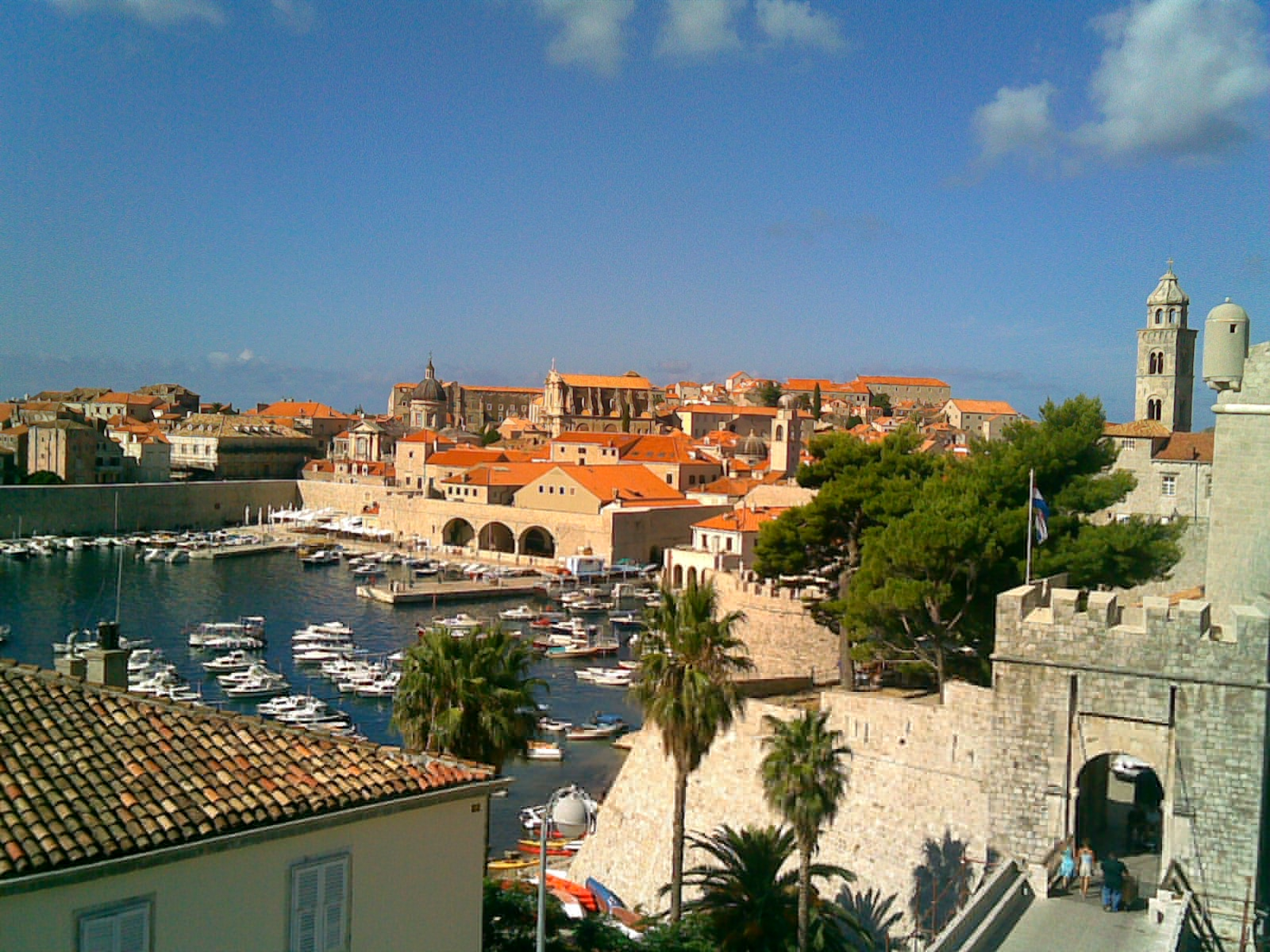
ドゥブロヴニク旧市街の南東側。旧市街は城壁に囲まれている。

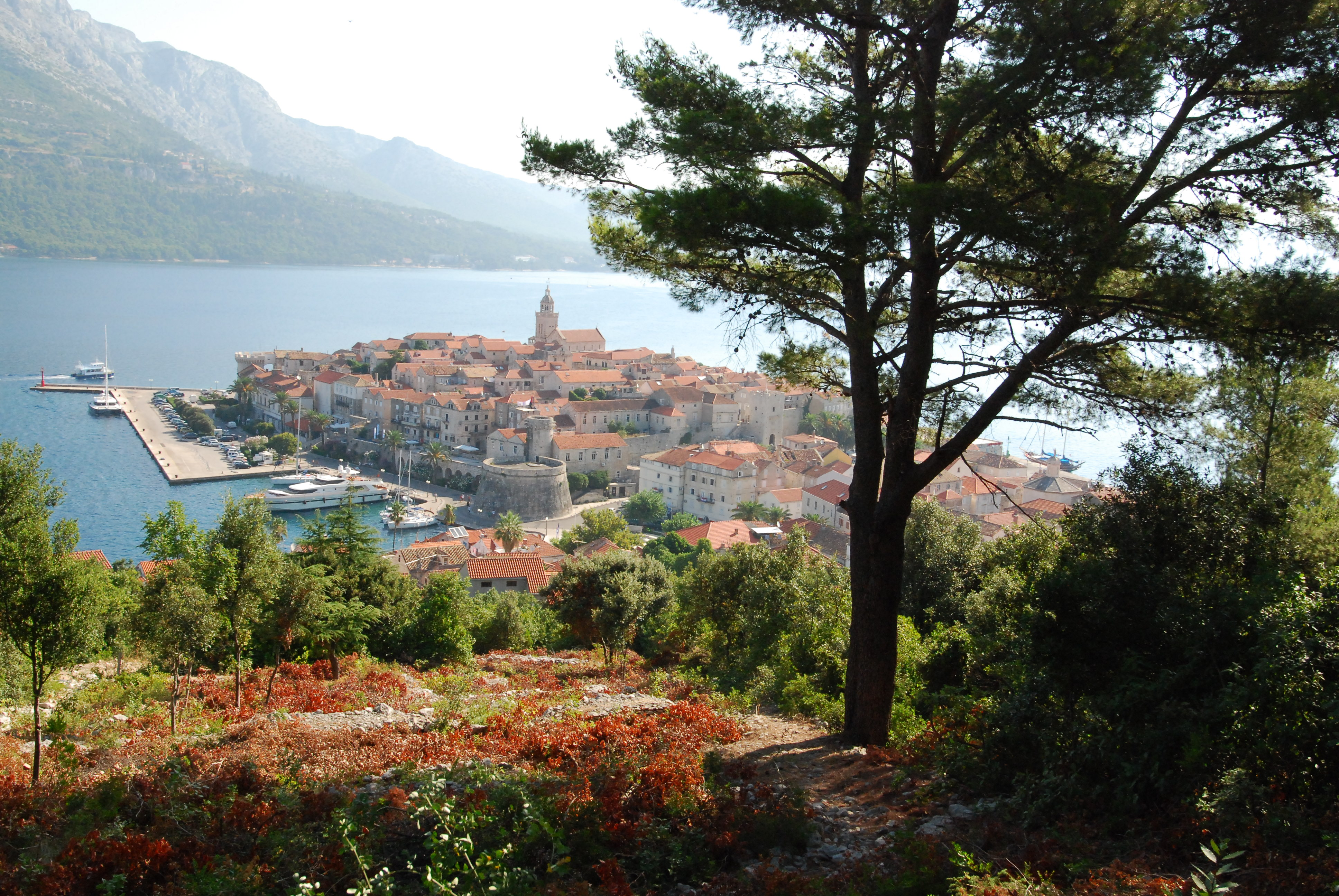
コルチュラ島の中心都市コルチュラ旧市街。

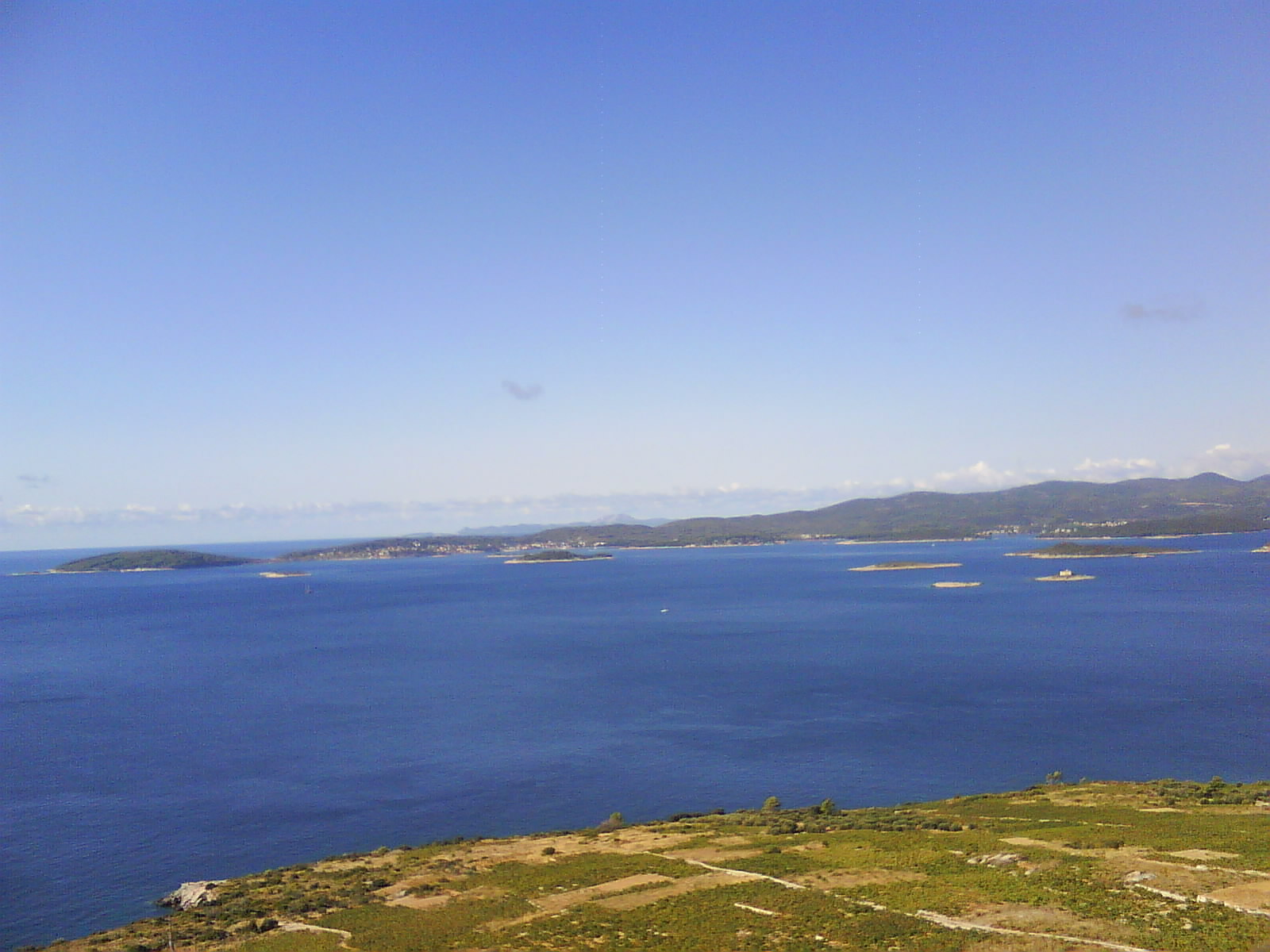
クロアチア本土と南の飛び地を隔てるペリェシャツ海峡。

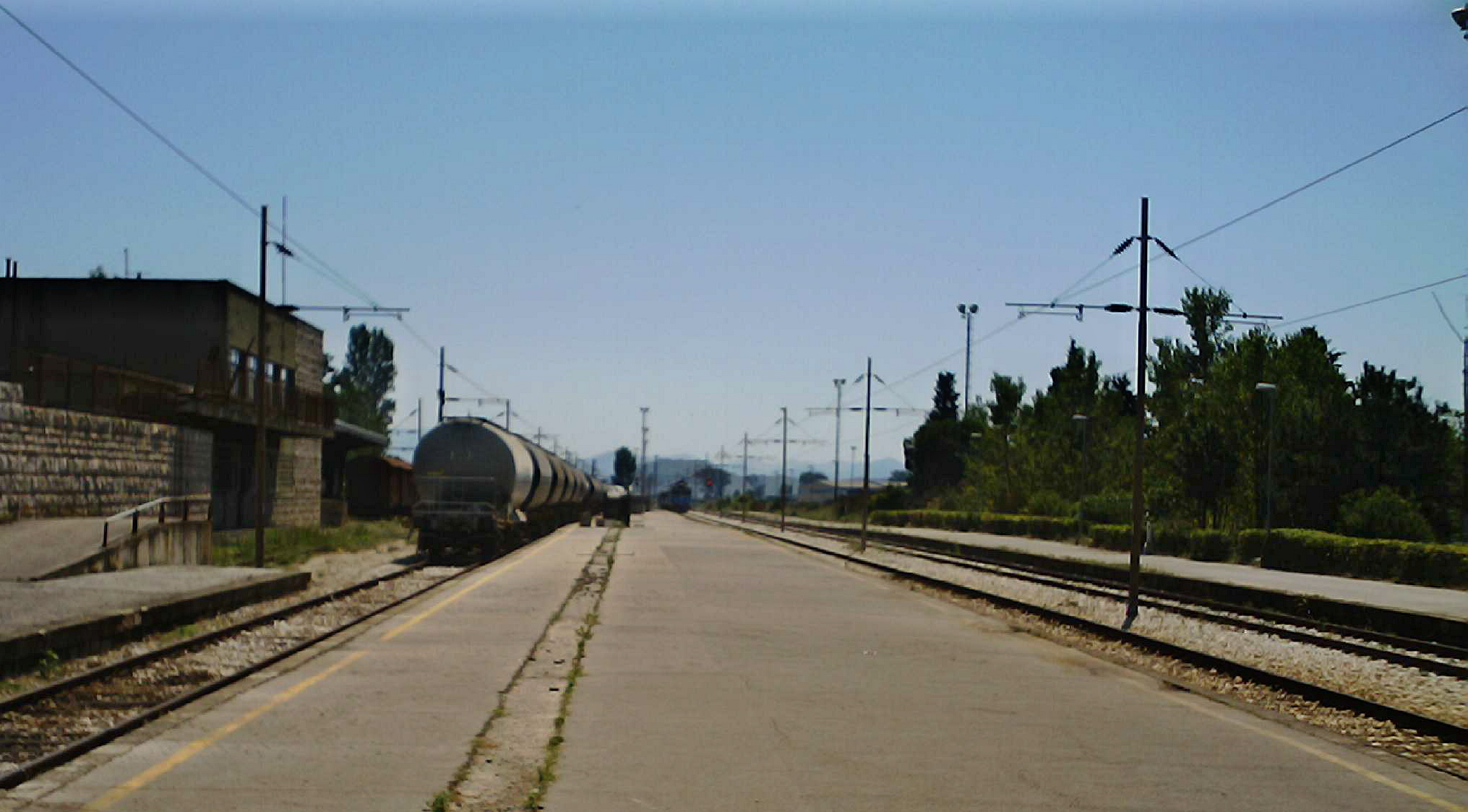
港町プロチェからはボスニア・ヘルツェゴビナに鉄道路線が延び、ボスニア・ヘルツェゴビナの海の玄関口となっている。

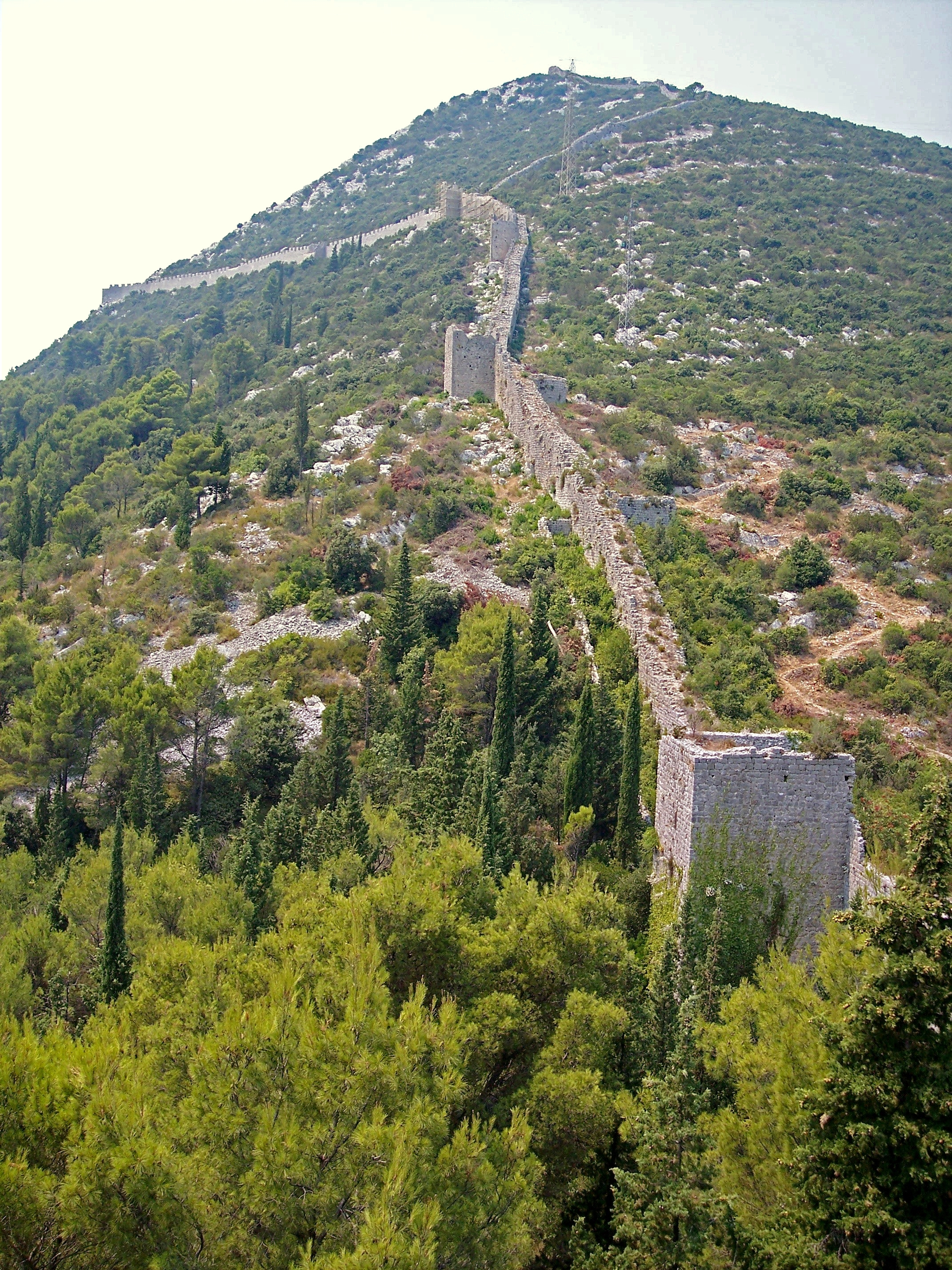
ヨーロッパ一長いストンの城壁は、5キロメートルに及ぶ。

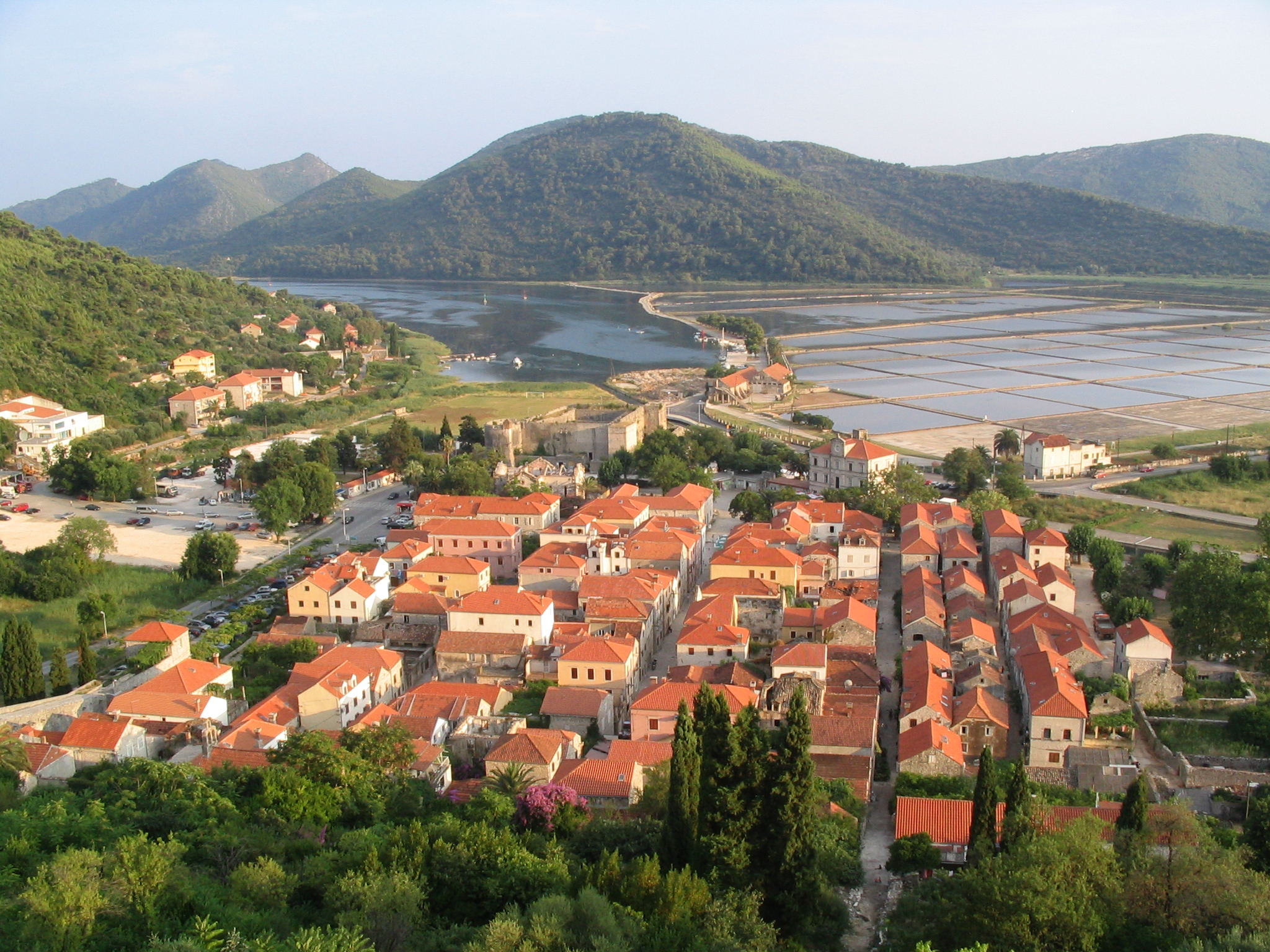
マリ・ストンの塩田。

ドゥブロヴニク＝ネレトヴァ郡
Dubrovačko-neretvanska županija

ドゥブロヴニク＝ネレトヴァ郡（ドゥブロヴニク・ネレトヴァぐん、ドブロブニク＝ネレトバ郡とも。クロアチア語: Dubrovačko-neretvanska županija）は、クロアチア・ダルマチア地方の郡で、クロアチアの国土の南端に位置している。郡都はドゥブロヴニク（日本ではドブロヴニクとよく表記される）であり、その他の大きい町としてはネレトヴァ川三角州の中にあるメトコヴィチ、プロチェがあり、郡の名前の由来となっている。コルチュラ島やラストヴォ島 (Lastovo)、ムリェト島、シパン島 (Šipan)、コロチェプ島 (Koločep) などの島々も郡に含まれる。
クロアチアの領海は主要部から連続しているものの、ボスニア・ヘルツェゴビナのネウム市によって郡の大部分はクロアチアの領土の主要部から切り離され陸上では飛び地となっていた。しかし、 2022年7月26日にボスニア領のネウム市を回避してクロアチア主要部の南端と、飛び地側のペリェシャツ半島とを結ぶ橋（ペリェシャツ橋）が開通し、国境を超えずに往来できるようになった。
ドゥブロヴニクとクロアチア主要部とをネウム市を経由して結ぶ道路は片側1車線である。ドゥブロヴニクとクロアチア主要部とを結ぶバスの多くはネウム市にも停車するため、利用者はクロアチアよりも税金の安いボスニア・ヘルツェゴビナで、より安価にたばこや酒を買うことができる。
ムリェト島の北西部は国立公園となっており、またプロチェ北部のバチナ湖群も国立公園となっている。郡の南端部は、領有権問題のあるプレヴラカ半島 (Prevlaka) を含む。

## 自治体
ドゥブロヴニク＝ネレトヴァ郡は、5の都市 (grad) と17のオプチナ (općina) から構成される。都市とオプチナは、ともに郡の下位に属する同じレベルの自治体であるが、一般に都市のほうが規模が大きい。

### 都市 (grad)
- ドゥブロヴニク (Dubrovnik)
- コルチュラ (Korčula)
- メトコヴィチ (Metković)
- オプゼン (Opuzen)
- プロチェ (Ploče)

### オプチナ (općina)
- ブラト (Blato)
- ドゥブロヴァチュコ・プリモリェ (Dubrovačko primorje)
- ヤニナ (Janjina)
- コナヴレ (Konavle)
- クラ・ノリンスカ (Kula Norinska)
- ラストヴォ (Lastovo)
- ルンバルダ (Lumbarda)
- ムリェト (Mljet)
- オレビチ (Orebić)
- ポイェゼリェ (Pojezerje)
- スリヴノ (Slivno)
- スモクヴィツァ (Smokvica)
- ストン (Ston)
- トルパニ (Trpanj)
- ヴェラ・ルカ (Vela Luka)
- ザジャブリェ (Zažablje)
- ジュパ・ドゥブロヴァチュカ (Župa dubrovačka)

## 郡政府
郡の長官 (Župan) と副長官は以下の通り:
- 長官：ミラ・ブツォニッチ (Mira Buconić, IL-S.G.Jambo)
- 副長官：ジェリコ・クリシッチ (Željko Kulišić: クロアチア権利党)

郡議会は41議席あり、議長は民主中道のニコラ・オブリェ (Nikola Obuljen) である。2005年の選挙以降の、党派別の議席の内訳は以下の通り:
- SDP-HSS-HNS-LS-HSLS: 16
  - クロアチア社会民主党 (SDP)
  - クロアチア農民党 (HSS)
  - クロアチア人民党 (HNS)
  - クロアチア社会自由党 (HSLS)
- HDZ-DC: 14
  - クロアチア民主同盟 (HDZ)
  - 民主中道 (DC)
- 独立リスト - スティペ・ガブリッチ・ヤンボ: 7
- クロアチア権利党 (HSP): 4